# Marcel Sembat (stacja metra)
Marcel Sembat – stacja linii nr 9 metra  w Paryżu. Stacja znajduje się w gminie Boulogne-Billancourt. Została otwarta 6 lutego 1934 r.